# W. Graham Claytor

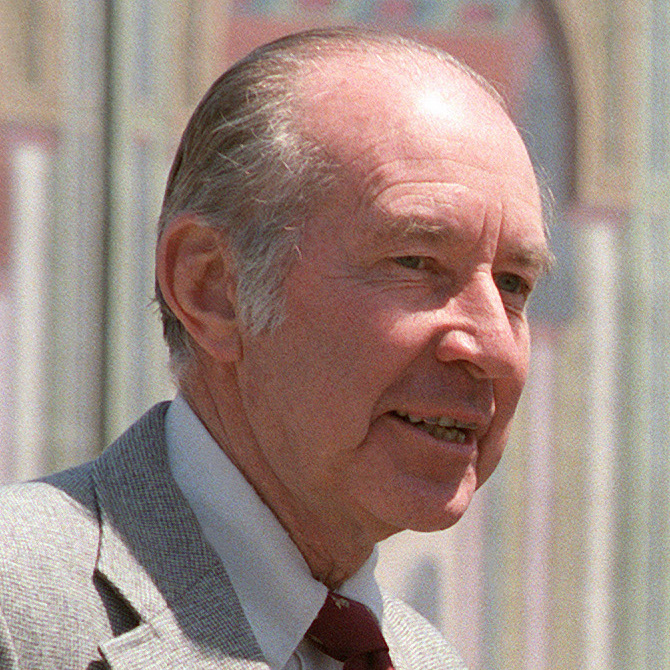
William Graham Claytor (1984)

William Graham Claytor, Jr. (* 14. März 1912 in Roanoke, Virginia; † 14. Mai 1994 in Bradenton, Florida) war ein amerikanischer Manager und Staatsbediensteter. Er war Präsident der Southern Railway und von Amtrak sowie Marinestaatssekretär und kommissarischer Verkehrsminister.

## Leben

### Ausbildung und frühes Leben
W. Graham Claytor wuchs in Virginia und Philadelphia auf. Seine Mutter war die Dichterin Gertrude Harris Boatwright Claytor, sein Vater war Vizepräsident des Energieversorgers Appalachian Power. 1933 schloss er sein Studium an der University of Virginia in Charlottesville ab. Das Jurastudium an der Harvard University beendete er 1936 mit Summa cum laude. Danach arbeitete er bei der Rechtsanwaltskanzlei Covington and Burling. Ab 1947 war er Partner der Kanzlei.
Er war Lieutenant Commander bei der United States Naval Reserve und während des Zweiten Weltkrieges von 1941 bis 1946 kommandierender Offizier mehrerer Schiffe. Während des Untergangs der Indianapolis kommandierte er den Zerstörer USS Cecil J. Doyle und war damit an der Rettung von über 100 Personen maßgeblich beteiligt.

### Southern Railway
Nach dem Krieg arbeitete er bis 1967 weiter als Rechtsanwalt in Washington, D.C. 1963 wechselte er in die Unternehmensleitung der Southern Railway. 1967 wurde er Präsident der Gesellschaft und 1976 Chairman und Chief Executive Officer. Diese Positionen hatte er bis zu seiner Berufung zum Marinestaatssekretär 1977 inne. Im gleichen Jahr erhielt er die Auszeichnung „Virginian of the Year“. Während seiner Amtszeit erfolgte die Entscheidung, sich nicht an der Gründung von Amtrak zu beteiligen und den eigenen Personenzugverkehr fortzuführen. Außerdem führte er Exkursionsfahrten mit Dampflokomotiven ein. Damit wurden eine enorme Werbung für die Bahngesellschaft erzielt.

### Beschäftigung im Staatsdienst
Durch Präsident Jimmy Carter wurde Claytor zum Secretary of the Navy berufen. Während seiner Amtszeit bis 1979 sorgte er für eine Verbesserung der Rechtsstellung von Frauen und Homosexuellen in der Marine. Von 1979 bis 1981 erfolgte seine Berufung zum stellvertretenden Verteidigungsminister (Deputy Secretary of Defense). Von Juli bis August 1979 war er nach dem Rücktritt von Brock Adams kommissarischer Verkehrsminister.

### Amtrak
1982 wurde der bereits im Ruhestand befindliche Claytor zum Präsidenten der staatlichen Eisenbahngesellschaft Amtrak ernannt. Er versuchte in seiner Amtszeit das operative Ergebnis zu verbessern. So steigerte er die Deckung des 1,7 Milliarden Dollar großen Budgets der Gesellschaft von 48 % im Jahr 1981 auf 80 % am Ende seiner Amtszeit. Dies schaffte er mit rigorosen Sparmaßnahmen sowie einem aggressiven Marketing. Ihm gelang es, die Versuche der republikanischen Regierungen unter Ronald Reagan und George Bush, die Zuschüsse an die Gesellschaft zu streichen, abzuwehren. Gleichzeitig setzt er sich für den Ausbau und die Erneuerung der elektrifizierten Strecken im Nordostkorridor ein, um auch in den Vereinigten Staaten einen Hochgeschwindigkeitsverkehr zu realisieren. In seine Amtszeit fallen auch die damit zusammenhängen Testfahrten mit dem deutschen ICE, dem schwedischen SJ X2 um dem spanischen Talgo. 1989 verlieh ihm die Zeitschrift Railway Age die Auszeichnung Railroader of the Year. 1991 wurde er in die American Academy of Arts and Sciences gewählt. 1993 beendete er seine Tätigkeit.